# Ludvík Kantůrek

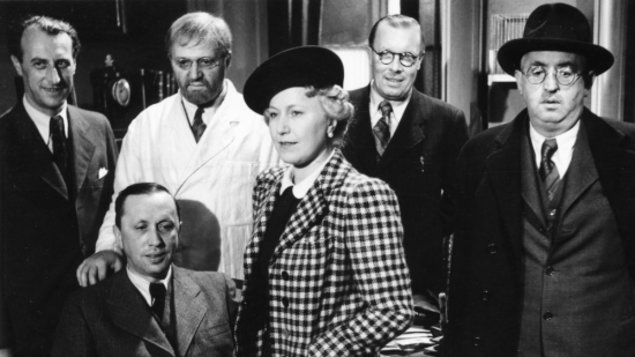
Ludvík Kantůrek, Hugo Haas, Vladimír Kabelík a Josef Čapek, dole Karel Čapek a Olga Scheinpflugová

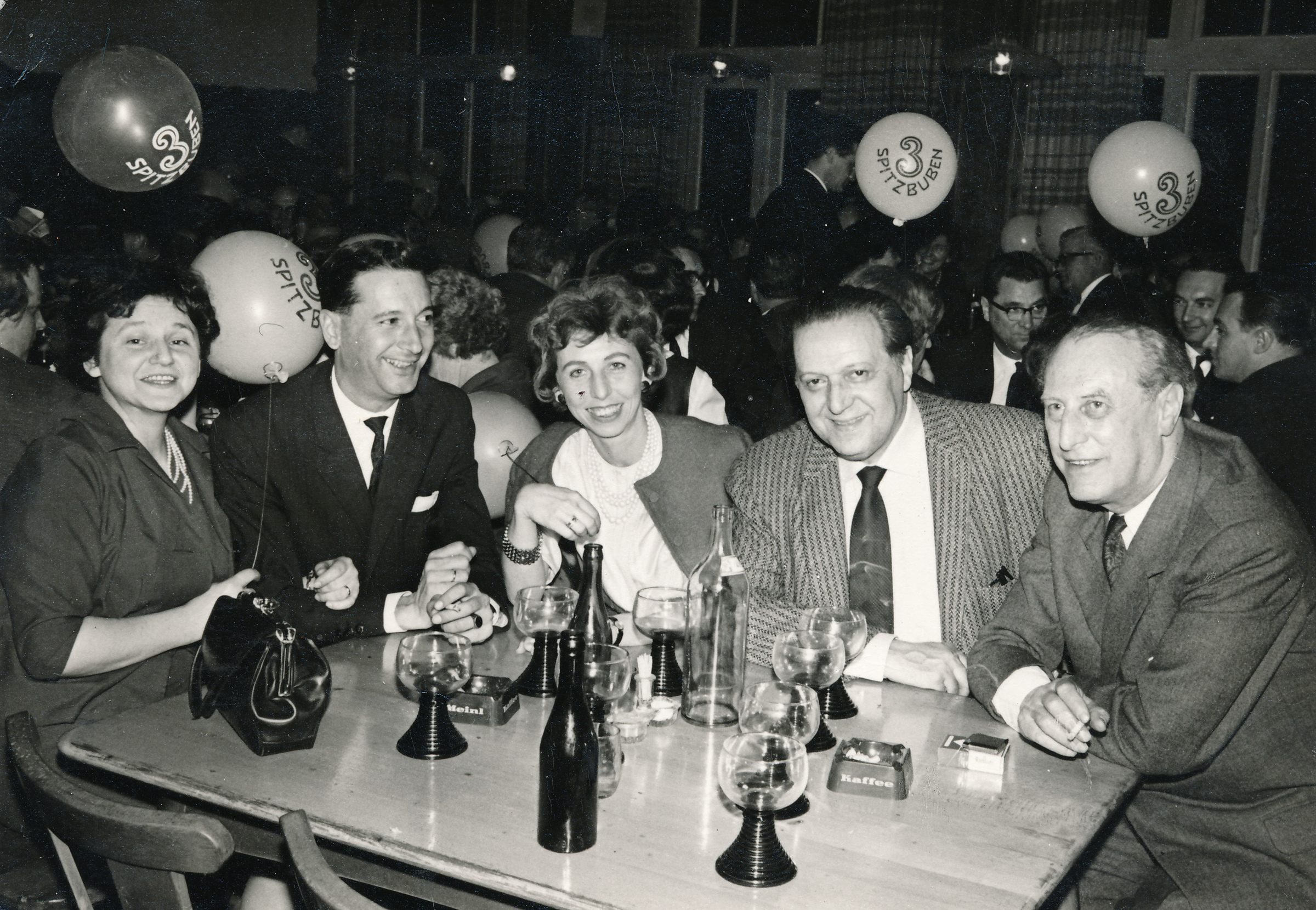
Zprava: Ludvík Kantůrek, Hugo Haas a manželé Donnenbergovi (Stania Donnenberg byla starší dcera L. Kantůrka)

Ludvík Kantůrek (11. října 1899 Veltrusy – 26. února 1985 Vídeň) byl český filmový producent. Ve 30. letech byl producentem společnosti Moldavia a evropským zástupcem filmových společností Motion Picture Export Association, Universal a Metro-Goldwyn-Mayer. Ve Spojených státech žil jako Louis Kanturek.
Produkoval mj. filmy Bílá nemoc (1937), U snědeného krámu (1933) nebo Krakatit (1948). V roce 1939 dostal avízo, že si pro něj jde gestapo, narychlo odešel z bytu. Společně s Hugo Haasem emigroval do Francie a odtud do USA. V roce 1946 se vrátil do Prahy a v roce 1947 se natrvalo přestěhoval do Vídně.
Zemřel 26. února 1985 ve Vídni.